# Good-bye, My Lady
Good-bye, My Lady is een Amerikaanse dramafilm uit 1956 onder regie van William A. Wellman.

## Verhaal
De jonge Skeeter woont samen met zijn bejaarde oom Jesse Jackson in een afgelegen hutje in de moerassen van Mississippi. Op een dag ontdekt Skeeter een merkwaardige hond en hij en zijn oom sluiten het dier meteen in hun hart. Dan duikt Walden Grover op, de oorspronkelijke eigenaar van de hond.

## Rolverdeling
| Acteur           | Personage       |
| ---------------- | --------------- |
| Walter Brennan   | Jesse Jackson   |
| Phil Harris      | A.H. Evans      |
| Brandon De Wilde | Skeeter Jackson |
| Sidney Poitier   | Gates Watson    |
| William Hopper   | Walden Grover   |
| Louise Beavers   | Bonnie Drew     |
| George Chandler  | Verslaggever    |